# Municipio de Jobi
El municipio de Jobi (en georgiano: ხობის მუნიციპალიტეტი) es un municipio de Georgia perteneciente a la región de Mingrelia-Alta Esvanetia. El área total del municipio es 659 kilómetros cuadrados (254,4 mi²) y su centro administrativo es la ciudad de Jobi. La población era 30.548, según el censo de 2014.

## Geografía
Jobi limita con los municipios de Zugdidi al norte, Senaki al este, la ciudad de Poti al oeste y el municipio de Lanchjuti en el sur. El territorio del municipio se encuentra a una altitud de 247 m sobre el nivel del mar.  Es rico en recursos hídricos, abundantes en las aguas superiores de la tierra, así como aguas interiores, muchos pantanos, pequeños lagos y aguas termales (sulfuradas). Los bosques (principalmente variedades caducifolias) ocupan el 22% del territorio del municipio. La vegetación natural es reemplazada en gran parte por vegetación cultivada.

### Clima
Pertenece a la zona de clima subtropical húmedo de las tierras bajas de Cólquida y se caracteriza por inviernos cálidos y veranos cálidos y húmedos. La temperatura media anual del aire es de 14 °C.

## Historia
El distrito de Jobsky se formó en 1929 como parte del distrito de Zugdidi, y desde 1930 estuvo directamente subordinado a la RSS de Georgia. En 1951-1953 formó parte de la región de Kutaisi. El 2 de enero de 1963 se suprimió el distrito, pero el 23 de diciembre de 1964 se restauró.

## Política
La asamblea municipal de Jobi (en georgiano: ხობის საკრებულო) es un órgano representativo en el municipio de Jobi, que consta de 36 miembros que se eligen cada cuatro años. La última elección se llevó a cabo en octubre de 2021. Davit Bukia del Sueño Georgiano (SG) fue elegido alcalde después de una segunda vuelta contra el candidato del Movimiento Nacional Unido (MNU).
| Partido político | Partido político                        | 2017 | 2021 |
| ---------------- | --------------------------------------- | ---- | ---- |
|                  | Sueño georgiano                         | 29   | 21   |
|                  | Movimiento Nacional Unido               | 3    | 11   |
|                  | Para Georgia                            |      | 4    |
|                  | Georgia Europea                         | 2    |      |
|                  | Partido Laborista Georgiano             | 1    |      |
|                  | Alianza de los Patriotas de Georgia     | 1    |      |
|                  | Movimiento por el Desarrollo de Georgia | 1    |      |
| Total            | Total                                   | 37   | 36   |

## División administrativa
El municipio consta de 21 comunidades administrativas (temi) con un total de 56 aldeas. Hay una ciudad, Jobi.
Entre los 56 pueblos del municipio de Jobi se encuentran: Kariata, Nodjijevi, Ajalsopeli, Chaladidi, Gurifuli, Jamiskuri, Zemo Kvaloni, Bia, Shua Jorga, Jeta, Sadjidjao, Torsa-Dghvaba, Ajali Jibula, Pirveli Maisi, Patara Poti, Pirveli Jorga, Sagvichio, Kulevi, Shavghele.

## Demografía
El municipio de Jobi ha tenido una disminución de población desde 2002, teniendo hoy sólo dos tercios de los habitantes de entonces. 
| Población del municipio de Jobi                                        | Población del municipio de Jobi | Población del municipio de Jobi | Población del municipio de Jobi | Población del municipio de Jobi | Población del municipio de Jobi | Población del municipio de Jobi | Población del municipio de Jobi | Población del municipio de Jobi | Población del municipio de Jobi | Población del municipio de Jobi | Población del municipio de Jobi |
|                                                                        | 1897                            | 1922                            | 1926                            | 1939                            | 1959                            | 1970                            | 1979                            | 1989                            | 2002                            | 2014                            | 2021                            |
| ---------------------------------------------------------------------- | ------------------------------- | ------------------------------- | ------------------------------- | ------------------------------- | ------------------------------- | ------------------------------- | ------------------------------- | ------------------------------- | ------------------------------- | ------------------------------- | ------------------------------- |
| Municipio de Jobi                                                      | -                               | -                               | -                               | 29 671                          | 31 280                          | 37 653                          | 38 092                          | 38 939                          | 41 240                          | 30 548                          | 27 800                          |
| Ciudad de Jobi                                                         | -                               | -                               | -                               | 906                             | -                               | -                               | -                               | 6 577                           | 5 604                           | 4 242                           |                                 |
| Datos: Estadística de población de Georgia desde 1897 hasta hoy. Nota: |                                 |                                 |                                 |                                 |                                 |                                 |                                 |                                 |                                 |                                 |                                 |

La población está compuesta por un 99,6% de georgianos, principalmente mingrelianos. Hay unos pocos cientos de rusos (0,2%) y un número menor de minorías étnicas como ucranianos y armenios.
|              | 1939      | 1939       | 1959      | 1959       | 2002      | 2002       | 2014      | 2014       |
| Grupo étnico | Población | Porcentaje | Población | Porcentaje | Población | Porcentaje | Población | Porcentaje |
| ------------ | --------- | ---------- | --------- | ---------- | --------- | ---------- | --------- | ---------- |
| Georgianos   | 27 833    | 93,8%      | 29 916    | 95,6%      | 40 929    | 99,25%     | 30 424    | 99,59%     |
| Rusos        | 1273      | 4,3%       | 1219      | 4,5%       | 216       | 0,52%      | 68        | 0,22%      |
| Ucranianos   | 1273      | 4,3%       | 144       | 0,5%       | 21        | 0,05%      | 31        | 0,10%      |
| Abjasios     | -         | -          | -         | -          | 29        | 0,27%      | 1         | 0,01%      |
| Armenios     | 57        | 0,2%       | 86        | 0,3%       | -         | -          | 5         | 0,02%      |
| Azeríes      | -         | -          | 6         | 0,1%       | 16        | 0,04%      | 3         | 0,01%      |
| Osetios      | 8         | 0,1%       | 13        | 0,1%       | -         | -          | 3         | 0,01%      |
| Griegos      | 10        | 0,1%       | 29        | 0,1%       | -         | -          | 2         | 0,01%      |
| Judíos       | 364       | 1,2%       | 1         | 0,1%       | -         | -          | -         | -          |
| Kurdos       | 1         | 0,1%       | 2         | 0,1%       | -         | -          | -         | -          |
| Alemanes     | 4         | 0,1%       | -         | -          | -         | -          | -         | -          |
| Chechenos    | 3         | 0,1%       | -         | -          | -         | -          | -         | -          |
| Otros        | -         | -          | -         | -          | -         | -          | 11        | 0,03%      |
| Total        | 29 671    | 100%       | 31 280    | 100%       | 41 240    | 100%       | 30 548    | 100%       |

## Galería

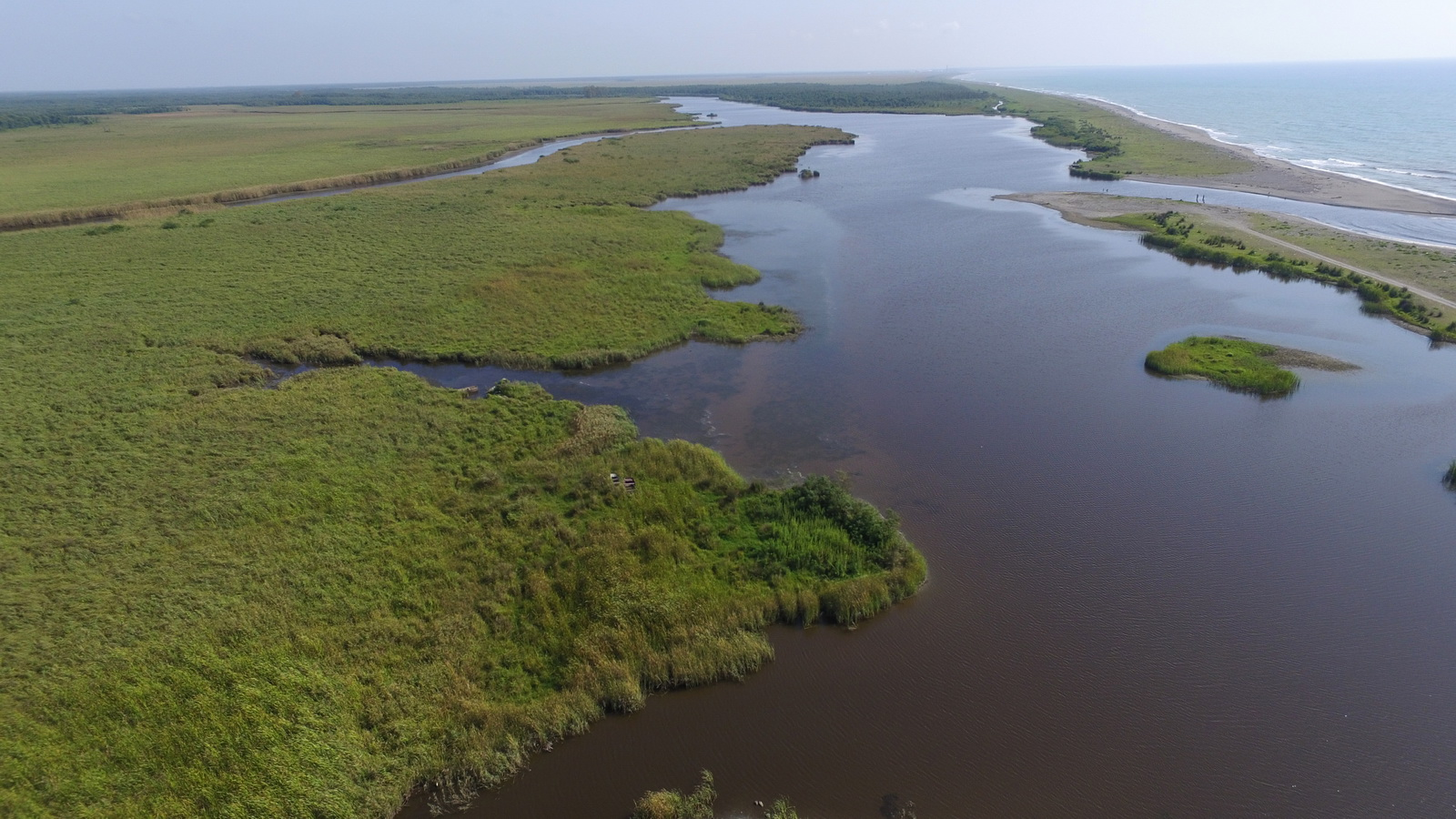
Parque Nacional de Koljeti
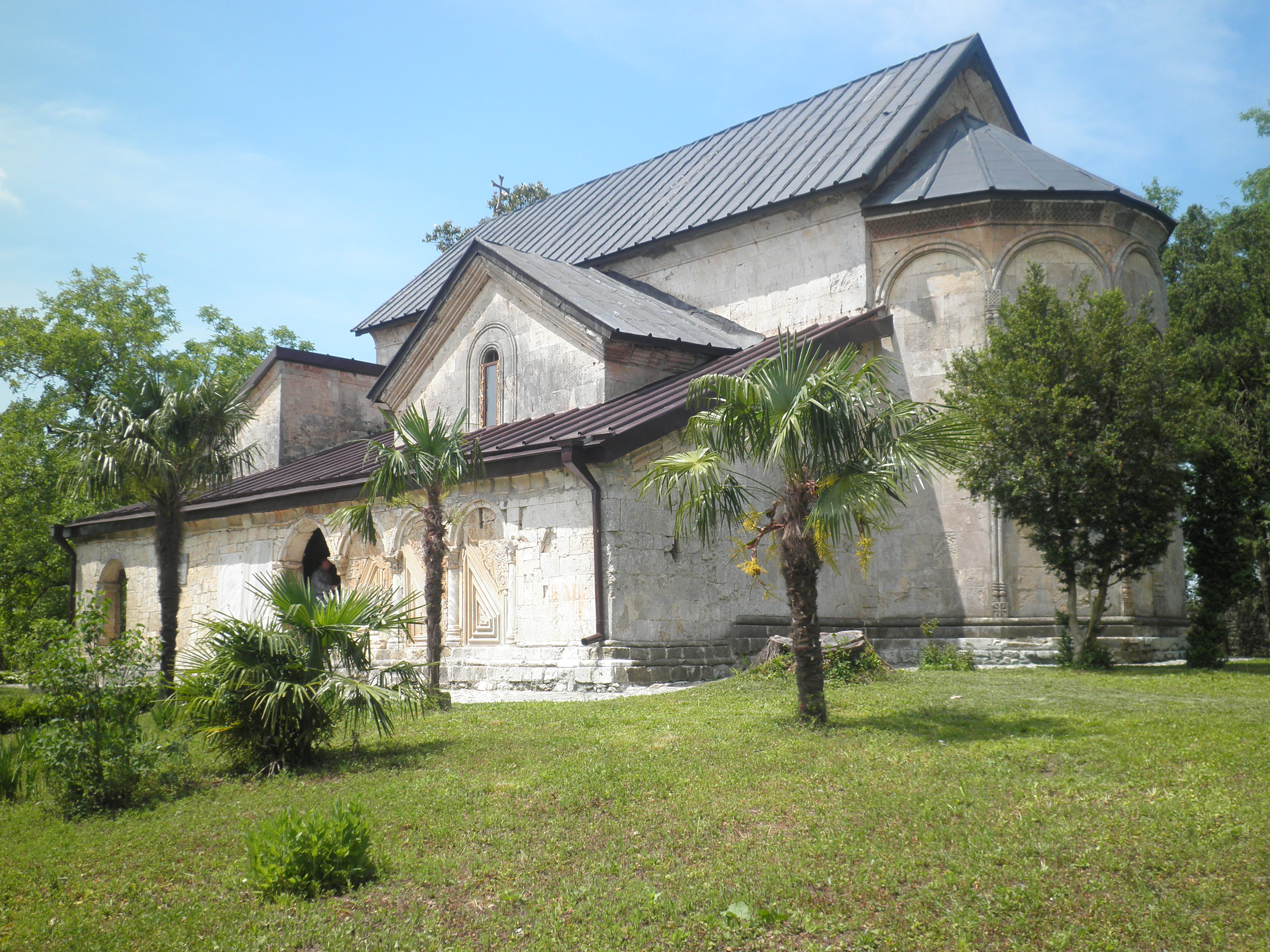
Monasterio de Jobi
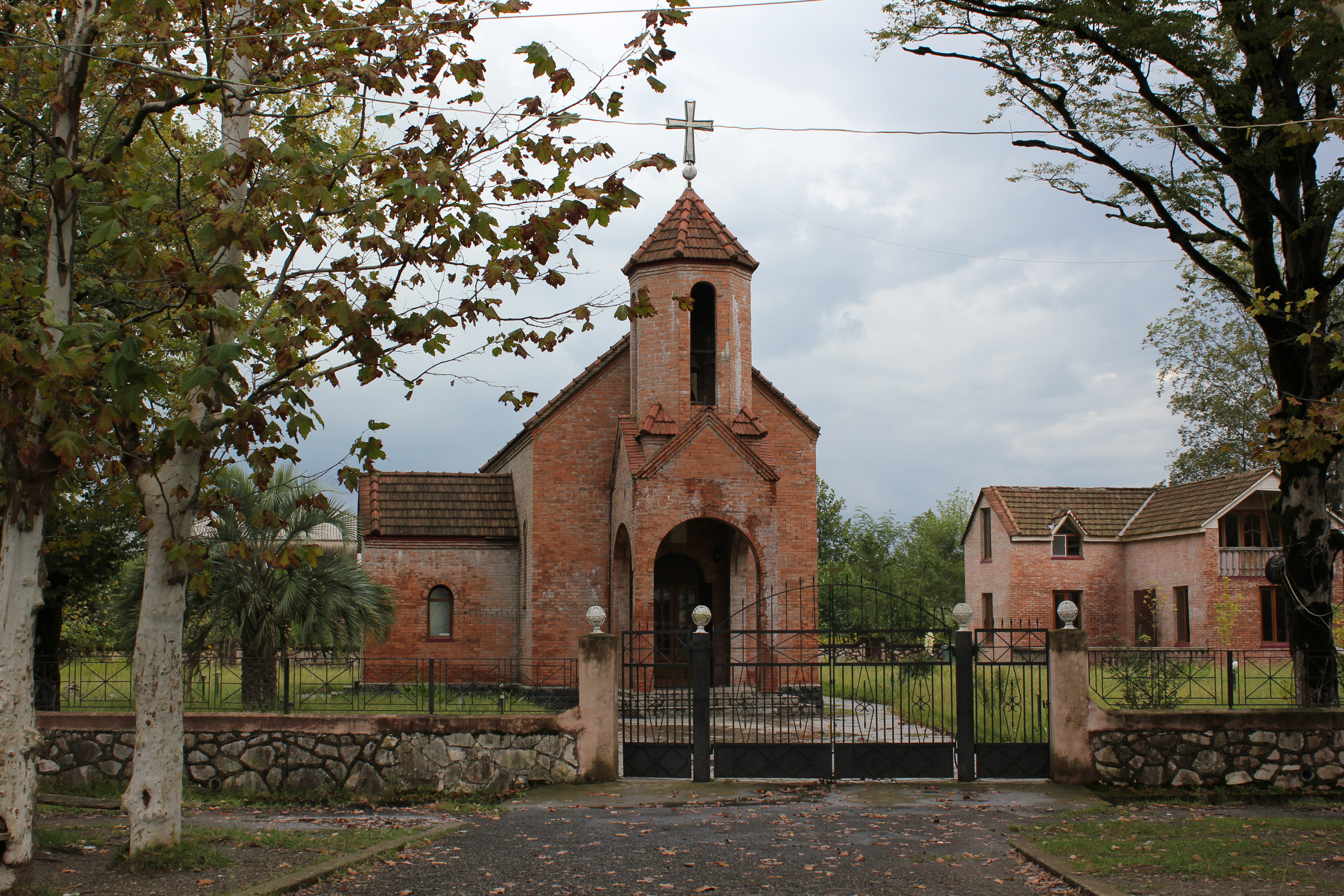
Iglesia de Chaladidi